# Festival de Granada Cines del Sur

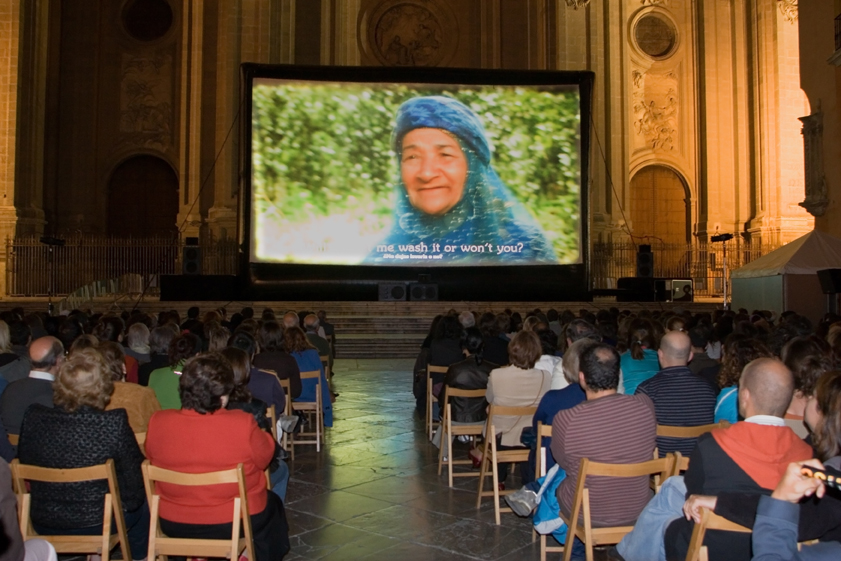
Pantalla inflable de Cines del Sur en 2008, plaza de las Pasiegas, Granada

Cines del Sur es un festival internacional de cine ubicado en Granada (España), que se ocupa de cinematografías emergentes adscritas al denominado sur geopolítico. Producciones fílmicas (asiáticas, africanas y latinoamericanas) que difícilmente cuentan con espacios de distribución y exhibición, encuentran en Cines del Sur una plataforma de difusión.

## Un festival diferente
Más allá de su mera apariencia de escaparate para el conocimiento de un número determinado de películas, Cines del Sur es un espacio de encuentro, de discusión y de puesta en común entre profesionales del mundo del cine; entre personas aficionadas al cine y con interés por conocer y ampliar su perspectiva social, cultural, económica y política del mundo globalizado en el que vivimos. Un festival para la reflexión y el debate sobre la riqueza que genera la diversidad y el intercambio cultural. 

## Programación

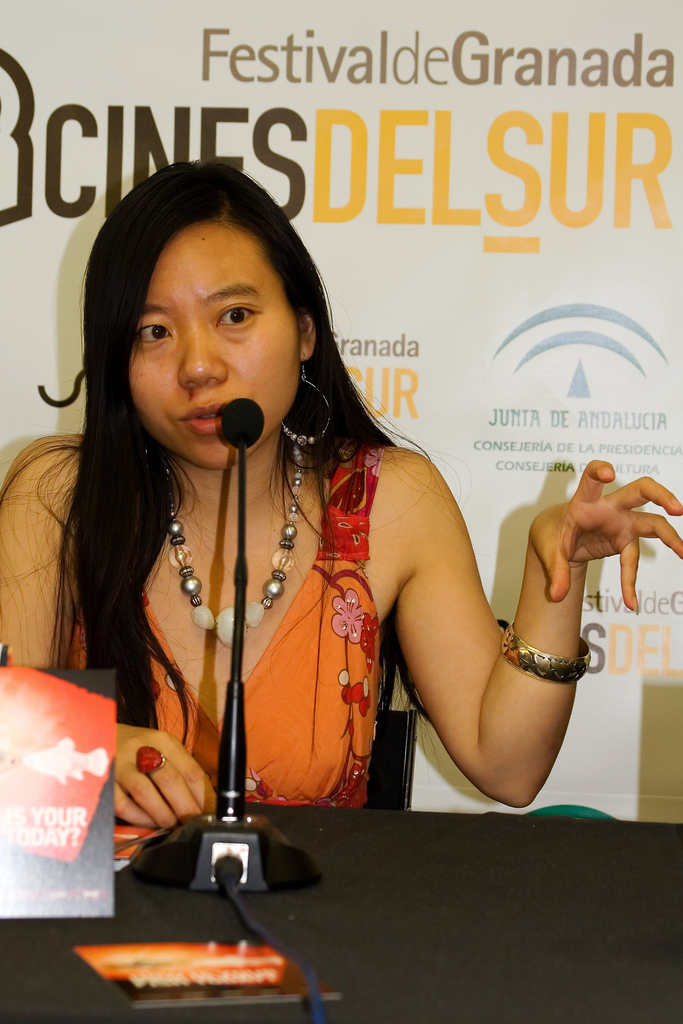
La directora china Xiaolu Guo en la edición de 2007.

### Secciones
Cines del Sur cuenta con dos secciones a concurso: la Sección Oficial, para largometrajes en 35 mm, y la Sección Mediterráneos, que premia a películas realizadas en video. 
La Sección Itinerarios (sección informativa), es una muestra de lo que dichos países vienen produciendo. 
El Festival nombra anualmente un jurado internacional que elige las películas ganadoras. 

### Retrospectivas
El festival se ocupa de la realización de dos retrospectivas que pueden tener diferente enfoque, desde el homenaje a un cineasta concreto a los ciclos temáticos, pasando por las dedicadas a un cineasta con obra aún en curso, un período histórico o un país con escasa producción.

### Pantalla Abierta
Durante los días del festival diversas plazas y edificios públicos de Granada se convierten en grandes salas de cine al aire libre, donde todo tipo de gente se encuentra para disfrutar de las películas programadas.

### Actividades Paralelas
Numerosos encuentros con intelectuales de diversa índole, talleres de cine y video, exposiciones, seminarios, mesas redondas y proyecciones en la calle tienen lugar durante el festival y a lo largo de todo el año. 

### Publicaciones
El estudio y reflexión sobre estas cinematografías se refleja en la edición de publicaciones, que permiten informar sobre los filmes proyectados y los temas y personalidades que homenajean las retrospectivas.

## Enlaces de interés
- Web oficial Cines del Sur en Imágenes
- Cines del Sur en Youtube
- Cines al aire libre en Youtube
- Wikimedia Commons alberga una categoría multimedia sobre Festival de Granada Cines del Sur.

- Datos: Q2972814
- Multimedia: Festival de Granada Cines del Sur / Q2972814